# Järnvägslinjen Hestra–Gislaved
Järnvägslinjen Hestra–Gislaved var en 16,2 km lång järnvägslinje mellan Hestra och Gislaved i Småland.

## Historik
Järnvägslinjen byggdes av Borås-Alvesta Järnväg från Hestra till Gislaved och öppnades för trafik 1925. I Gislaved anslöt den till järnvägslinjen Reftele–Gislaved byggd av Halmstad–Nässjö Järnvägar 1901. 
Persontrafiken upphörde 1962 och godstrafiken 1969. Banan mellan Gislaved och Stenhestra grusgrop revs 1972 och resterande till Hestra 1982. Banvallen är omgjord till cykelväg.